# 康平县
康平县是辽宁省沈阳市下辖的一个县。位于沈阳市最北部，面积2175平方公里。盛产地瓜、红枣，是典型的农业种植生产县。

## 历史
康平县辖境7000年前已有人类繁衍生息，属新乐、红山文化系统。
秦、汉时属辽东郡北境，两晋、南北朝及隋朝时属契丹，唐置松漠都督府，辽代归原州和祺州管辖。清初时该地原为科尔沁部游牧区，土地归蒙古王公所有。分屬哲里木盟的科尔沁左翼后旗（博王旗）、科尔沁左翼中旗（达尔罕王旗）、科尔沁左翼前旗（賓圖王旗）。
嘉庆七年（1802年）起，關內汉族移民開始湧入该地，隨後发展成农业地区。
光绪四年（1878年），设康家屯分防经历，治辽河以西十二社。光绪六年（1880年），置康平县，属奉天昌图府。因清朝「借地養民」政策，康平地区土地隸屬於蒙古王公，直到1938年滿洲國蒙地奉上以前，农民种地要向蒙古地局交租。 
民国二年（1913年），设康平县行政公署，知县改成知事。後隶奉天洮昌道。
民国二十一年（1932年）春，康平被日军占领。满洲国统治下，康平隶属奉天省。
民国三十五年（1946年）9月初，国民党康平县政府成立。辽沈战役後被中共解放军攻占。
中华人民共和国成立后，1950年康平县民主政府改为康平县人民政府。文革期间政府改名为革委会。1980年撤消县革命委员会，恢复康平县人民政府。1984年建立乡政权体制，全县设16个乡、镇，沙金台、柳树屯、西关屯、东升4个乡先后改设民族乡。1992年后，康平由铁岭市划归沈阳市管辖。

## 地理
县境地处于北纬42°31'至43°02'，东经122°45'至123°37'之間，东隔辽河与铁岭市昌图县相望，西邻阜新市彰武县，南接法库县，北与内蒙古科尔沁左翼后旗毗邻，距沈阳120公里。地处辽河流域，属温带季风气候，年平均气温6.9℃，最高气温36.5℃，最低气温－29.9℃，年平均日照时数2867.8小时，10℃以上积温在3283.3℃，无霜期在150天左右，年降水量540毫米左右。地势特点为西高东洼，南丘北沙，地貌可概括为一水二草三林四分田。
康平县有丰富的土地资源和自然资源，人均耕地5亩；有林面积160万亩；木材总蓄积量210万立方米；退耕还林面积22万亩；（其中速生林面积1500亩）林草覆盖率达65%；天然草场32万亩；水域面积31万亩。探明煤炭储量6.8亿吨，石油1.8亿吨，还有天然气、玛瑙、萤石、红粘土，泥炭，砩石等矿产资源；有76处优质天然矿泉，每升水含锶量达2.54—3.20毫克，国内外均属罕见。

## 人口
根據第七次人口普查數據，截至2020年11月1日零時，康平縣常住人口278384人。

## 行政区划
康平县下辖3个街道办事处、5个镇、3个乡、4个民族乡：
北三家子街道、胜利街道、东关街道、小城子镇、张强镇、方家屯镇、郝官屯镇、二牛所口镇、北四家子乡、两家子乡、海洲窝堡乡、沙金台蒙古族满族乡、柳树屯蒙古族满族乡、西关屯蒙古族满族乡和东升满族蒙古族乡。

## 交通
- 203国道过境。

## 名人
Category: 康平人

## 特产
康平地瓜：中国地理标志产品。